# Parallelskalen
Unter Parallelskalen oder Paralleltonleitern versteht man in der Musiktheorie zwei Skalen (Tonleitern), welchen der gleiche Tonumfang zugrunde liegt.
Ähnlich definiert sind auch Paralleltonarten.
Die Skalen der Tonarten C-Dur und a-Moll (rein) setzen sich etwa aus den gleichen Tönen zusammen. Sie unterscheiden sich lediglich durch ihren Grundton.
- C-Dur: C-D-E-F-G-A-H-C
- a-Moll: A-H-C-D-E-F-G-A